# Hastings Mill

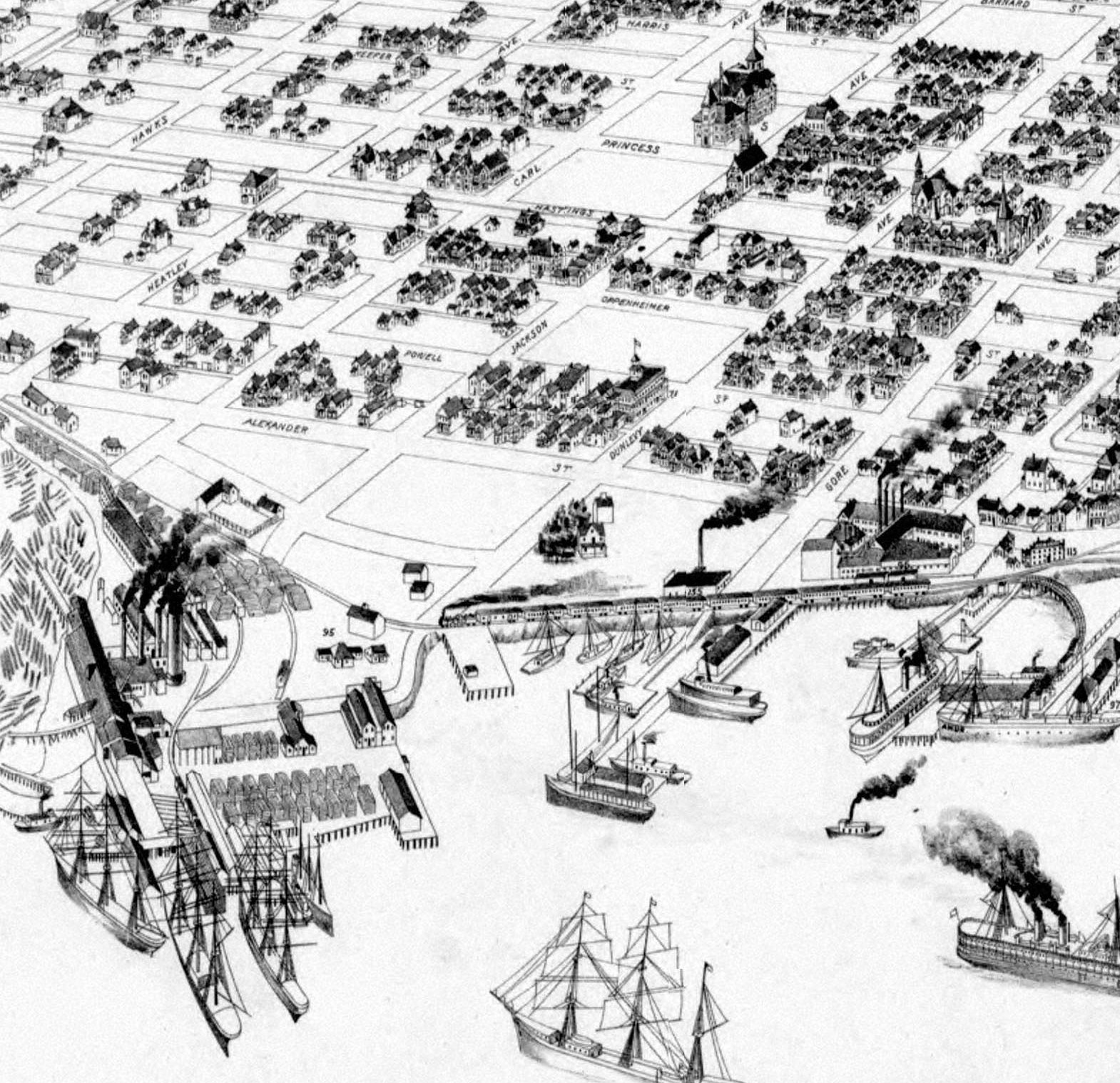
Hastings Mill, kresba z roku 1898

Hastings Mill byla první pila na jižním pobřeží fjordu Burrard. Pila stála na místě, na kterém později vzniklo město Vancouver.
V červnu roku 1867 začal kapitán Edward Stamp na začátku dnešní ulice Dunlevy Street stavět mlýn Stamps Mill. Potom, co se nedohodl s anglickými investory, ztratil Stamp svoje vlastnictví a mlýn byl přejmenovaný. V počátcích osidlování této oblasti patřilo město prakticky jediné firmě, lidé nakupovali v Hasting's Mill Store a posílali svoje děti do školy Hastings Mill School. To se změnilo po tom, co si Kanadská pacifická železnice zvolila Vancouver za svoji konečnou stanici pro stavbu transkontinentální železnice. Dřevozpracující průmysl zůstal hlavním pilířem ekonomiky mladého města a Hastings Mill se stal bodem, okolo kterého se Vancouver rozrůstal v 80. letech 19. století. Až do svého uzavření ve 20. letech 20. století hrál mlýn důležitou roli v místní ekonomice.
Budova, v níž sídlil obchod Hastings Mill Store přepravil nákladní člun k začátku ulice Almin Street, kde se z ní stalo muzeum Old Hastings Mill Store Museum. Byla to jediná stavba ve městě, která přežila velký požár v roce 1886, po němž jí přeživší předělali na improvizovanou nemocnici a márnici pro oběti požáru.